# پده‌ای (نهبندان)
پده‌ای روستایی در دهستان شوسف بخش شوسف شهرستان نهبندان استان خراسان جنوبی ایران است. بر پایه سرشماری عمومی نفوس و مسکن در سال ۱۳۹۰ جمعیت این روستا ۳۸ نفر (در ۷ خانوار) بوده است.